# Ходош (Біхор)
Ходош (рум. Hodoș) — село у повіті Біхор в Румунії. Входить до складу комуни Селард.
Село розташоване на відстані 444 км на північний захід від Бухареста, 17 км на північ від Ораді, 132 км на північний захід від Клуж-Напоки.

## Населення
За даними перепису населення 2002 року у селі проживали 726 осіб.
Національний склад населення села:
| Національність | Кількість осіб | Відсоток |
| -------------- | -------------- | -------- |
| угорці         | 713            | 98,2%    |
| румуни         | 12             | 1,7%     |

Рідною мовою назвали:
| Мова      | Кількість осіб | Відсоток |
| --------- | -------------- | -------- |
| угорська  | 717            | 98,8%    |
| румунська | 9              | 1,2%     |